# Roberto Balado
Roberto Balado, född den 15 februari 1969 i Jovellanos, Kuba, död 2 juli 1994 i Havanna Kuba, var en kubansk boxare som tog OS-guld i supertungviktsboxning 1992 i Barcelona. I finalen vann han över Richard Igbineghu från Nigeria. Balado avled efter en tågolycka i februari 1994 på Kuba.